# 雷姆諾 (加利福尼亞州)
雷姆諾（英語：Remnoy）是位於美國加利福尼亞州金斯縣的一個非建制地區。該地的面積和人口皆未知。

## 地理
雷姆諾的座標為36°20′23″N 119°33′15″W / 36.33972°N 119.55417°W，而該地的平均海拔高度為79米（即259英尺）。